# Rindlas
Rindlas ist ein Gemeindeteil des Marktes Stammbach im Landkreis Hof (Oberfranken, Bayern). Rindlas liegt in der Gemarkung Stammbach.

## Geografie
Die Wochenendhaussiedlung liegt am Nordwesthang des Weißensteins (668 m ü. NHN). Anliegerstraßen führen nach Siedlung an der Gundlitzer Straße zur Kreisstraße HO 22 (0,7 km nördlich) bzw. nach Stammbach zur Kreisstraße HO 21 (1,2 km nordöstlich).

## Geschichte
Rindlas gehörte zur Realgemeinde Stammbach. Gegen Ende des 18. Jahrhunderts bestand Rindlas aus einem Anwesen. Die Hochgerichtsbarkeit stand dem bayreuthischen Vogteiamt Stammbach zu. Das Stiftskastenamt Himmelkron war Grundherr des Halbhofes.
Von 1797 bis 1810 unterstand Rindlas dem Justiz- und Kammeramt Gefrees. Infolge des Ersten Gemeindeedikts wurde Rindlas dem 1812 gebildeten Steuerdistrikt Stammbach und der zugleich entstandenen Ruralgemeinde Stammbach zugeordnet.

### Einwohnerentwicklung
| Jahr      | 1812  | 1819  | 1861   | 1871   | 1885   | 1900   | 1925   | 1950   | 1961   | 1970   | 1987  |
| Einwohner | 12    | *     | 16     | 15     | 13     | 9      | 5      | 6      | 1      | 12     | 17    |
| Häuser    | 2     |       |        | 2      | 2      | 1      | 1      | 1      |        |        | 30    |
| Quelle    | [ 6 ] | [ 9 ] | [ 10 ] | [ 11 ] | [ 12 ] | [ 13 ] | [ 14 ] | [ 15 ] | [ 16 ] | [ 17 ] | [ 1 ] |

## Religion
Rindlas ist evangelisch-lutherisch geprägt und bis heute nach St. Maria (Stammbach) gepfarrt.